# Zumalin Shuiku
Zumalin Shuiku (kinesiska: 祖妈林水库) är en reservoar i Kina. Den ligger i provinsen Fujian, i den sydöstra delen av landet, omkring 290 kilometer sydväst om provinshuvudstaden Fuzhou. Zumalin Shuiku ligger 38 meter över havet. Arean är 1,2 kvadratkilometer. I omgivningarna runt Zumalin Shuiku växer huvudsakligen savannskog. Den sträcker sig 2,1 kilometer i nord-sydlig riktning, och 2,0 kilometer i öst-västlig riktning.
Genomsnittlig årsnederbörd är 1 466 millimeter. Den regnigaste månaden är maj, med i genomsnitt 293 mm nederbörd, och den torraste är oktober, med 16 mm nederbörd.